# Фридрих (маркграф Тосканы)
Фридрих (Федерико) (итал. Federico; ок. 1040 — ок. 1055) — маркграф Тосканы с 1052 года, сын маркграфа Тосканы Бонифация III Каносского и Беатрисы Лотарингской.

## Биография
Точный год рождения Фридриха неизвестен. Он родился от второго брака отца, который был заключён в 1037 году.
6 мая 1052 года во время охоты был убит маркграф Бонифаций III, отец Фридриха. В это время Фридрих был ещё несовершеннолетним, поэтому от его имени Тосканской маркой стала управлять Беатриса Лотарингская, вдова Бонифация III и мать Фридриха.
Впервые Фридрих упомянут в документе, датированном 3/10 января 1053 года. В хартии от 17 декабря 1053 года названы имена Фридриха и его двух сестёр.
В 1054 году Беатриса вышла замуж второй раз — за бывшего герцога Верхней Лотарингии Готфрида Бородатого, благодаря чему тот получил в управление обширные владения жены. Готфрид был врагом императора Священной Римской империи Генриха III. Узнав о браке, император объявил брак недействительным, поскольку он был заключён без его согласия. В 1055 Генрих III отправился в Италию. Беатриса, желая оправдать свой брак, отправилась к императору. Однако он оказался непреклонным и заключил Беатрису и её дочь Матильду в заключение в Германию, где они пробыли до смерти Генриха III. Фридрих же и ещё одна его сестра, Беатриса, неожиданно умерли. Ходили слухи, что их отравили по приказу императора.
После смерти Фридриха Тосканскую марку унаследовала его младшая сестра Матильда — будущая непримиримая противница императора Генриха IV, сына Генриха III.